# Степанов, Константин Иванович

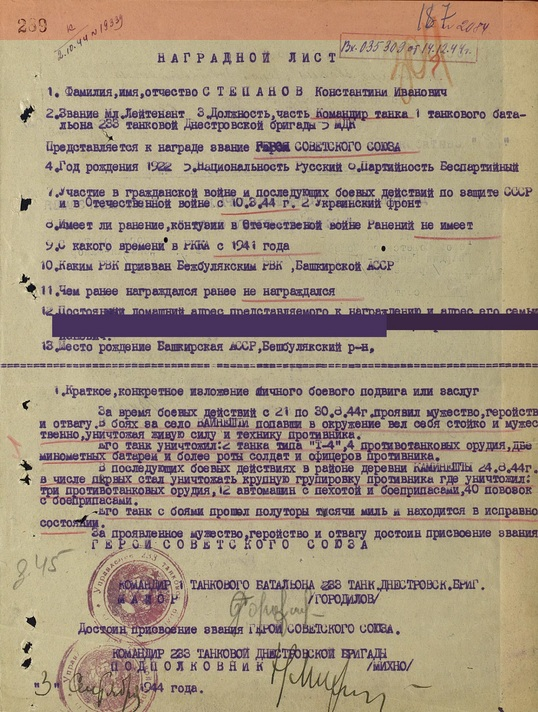
Наградной лист

Константи́н Ива́нович Степа́нов (1 июня 1922, Кош-Елга, Уфимская губерния — 13 марта 1999, Бижбуляк, Башкортостан) — советский офицер-танкист, в годы Великой Отечественной войны командир танка 233-й танковой бригады (5-й механизированный корпус, 6-я танковая армия, 2-й Украинский фронт), младший лейтенант, Герой Советского Союза.
Всего за годы войны на боевом счету К. И. Степанова и его танковых экипажей — более 10 подбитых и уничтоженных танков противника.

## Биография
Родился 1 июня 1922 года в селе Кош-Елга (ныне Бижбулякский район, Башкирия). Чуваш. Образование среднее. Окончил Похвистневский сельскохозяйственный техникум (Куйбышевская область).
В 1943 году окончил Ульяновское танковое училище. На фронте Великой Отечественной войны с июня 1943 года.
Командир танка 233-й танковой бригады (5-й механизированный корпус, 6-я танковая армия, 2-й Украинский фронт) младший лейтенант К. И. Степанов особо отличился в боях за села Войнешти и Каменешти юго-западнее города Яссы (Румыния).
«За время боевых действий с 21 по 30 августа 1944 г. проявил мужество, геройство и отвагу. В боях за село Войнешти, попав в окружение, вел себя стойко и мужественно, уничтожая живую силу и технику противника. Его танк уничтожил: 2 танка типа Т-4, 4 противотанковых орудия, две миномётные батареи и более роты солдат и офицеров противника. В последующих боевых действиях в районе деревни Каменешти 24 августа 1944 г. в числе первых вступил в бой с крупной группировкой противника; уничтожил: три противотанковых орудия, 12 автомашин с пехотой и боеприпасами, 40 повозок с боеприпасами…».
Указом Президиума Верховного Совета СССР от 24 марта 1945 года «за образцовое выполнение боевых заданий командования и проявленные при этом геройство и мужество» младшему лейтенанту Степанову Константину Ивановичу присвоено звание Героя Советского Союза с вручением ордена Ленина и медали «Золотая Звезда» (№ 6396).
Член КПСС с 1945 года.
С 1946 года Константин Иванович — капитан в запасе. Жил в селе Бижбуляк. Работал в Бижбулякском РОВД, директором заготконторы, заготживсырья, учителем в Бижбулякской средней школе, начальником штаба гражданской обороны Бижбулякского района.
Умер 13 марта 1999 года.

## Семья
- Жена — Анна Осиповна Степанова — участница Великой Отечественной.
  - Старший сын — Вячеслав Степанов
  - Дочь — Людмила
  - Сын — Владимир Степанов
  - Сын — Сергей Степанов

## Награды и звания
- Герой Советского Союза (24 марта 1945)[3];
- орден Ленина (24 марта 1945);
- орден Красного Знамени (30.04.1945)[4];
- орден Отечественной войны I степени (11.03.1985)[5];
- медали.